# جون ريتشاردسون (قسيس)
جون ريتشاردسون (بالإنجليزية: John Richardson)‏ هو قسيس بريطاني، ولد في 2 أبريل 1950.